# Grabina (Garwolin)
Pour les articles homonymes, voir Grabina.
Grabina (prononciation : [ɡraˈbina]) est un village polonais de la gmina de Łaskarzew dans le powiat de Garwolin de la voïvodie de Mazovie dans le centre-est de la Pologne.
Il se situe à environ 7 kilomètres au nord-ouest de Łaskarzew (siège de la gmina), 11 kilomètres au sud-ouest de Garwolin (siège du powiat) et à 57 kilomètres au sud-est de Varsovie (capitale de la Pologne).

## Histoire
De 1975 à 1998, le village appartenait administrativement à la voïvodie de Siedlce.